# Out of Bounds
Out of Bounds è il secondo album pubblicato dalla punk rock band svedese No Fun At All. In esso son contenuti i pezzi tra i più famosi della band quali "Beat 'em Down", "Master Celebrator", "In a Moment". L'album fu stampato con due copertine diverse: la prima raffigurante un'invasione aliena, la seconda con un pinguino sotto un portale greco su sfondo celeste.

## Tracce
1. Beat 'em Down
2. Master Celebrator
3. Perfection
4. In A Rhyme
5. Pleasure is to be Insane
6. Nothing Personal
7. Don't pass me by
8. I Have Seen
9. Out of Bound
10. Talking to Remind Me
11. In a Moment
12. Trapped Inside
13. Invitation
14. Standed

## Formazione
- Ingemar Jansson - voce
- Mikael Danielsson - chitarra
- Christer Johansson - chitarra
- Henrik Sunvisson - basso, chitarra e cori
- Kjell Ramstedt - batteria